# Roland Freisler
Roland Freisler (30. října 1893, Celle – 3. února 1945 Berlín) byl německý soudce, jeden z vrcholných představitelů nacistické justice. Za Hitlerovy vlády byl nejprve státním sekretářem Říšského ministerstva spravedlnosti a posléze předsedou Lidového soudu (1942–1945). Podílel se na nacistickém přebudovávání německé justice, které vnutil zásadu, že Hitlerova vůle a program jeho strany jsou důležitější normou než samotné zákony, a zbavil funkce ty soudce, kteří se tomu odmítli podřídit.
Ve druhé funkci vedl celou řadu vykonstruovaných procesů s odpůrci Hitlerova režimu a byl zodpovědný za tisíce justičních vražd. Pro své až nepříčetné projevy v soudní síni, kdy na obžalované řval, sprostě jim nadával a ponižoval je, byl znám též jako Zuřivý Roland. Do dějin justice pak vstoupil pod označením kat v taláru.
Mezi lidmi, které osobně poslal na smrt, byli například členové Bílé růže či atentátníci na Hitlera. Na smrt poslal také například Elfriede Scholzovou, sestru spisovatele E. M. Remarqua
a Julia Fučíka, českého novináře a člena komunistického odboje.

## Životopis
Freisler se zúčastnil první světové války v roce 1914 v hodnosti důstojnického kadeta, v roce 1915 byl již poručíkem a krátce před tím, než byl v říjnu 1915 zajat ruskou armádou, byl vyznamenán Železným křížem 1. a 2. třídy.  Během zajetí se naučil rusky a začal se zajímat o marxismus. V roce 1920 se do Německa navrátil již jako přesvědčený komunista. Po návratu do vlasti začal studovat práva na univerzitě v Jeně, kde v roce 1922 svá studia úspěšně ukončil.
Od roku 1924 působil jako právník v Kasselu. Členem NSDAP se stal v červenci 1925 a působil jako obhájce členů strany, kteří se dostali do potíží se zákonem. V roce 1932 byl za NSDAP zvolen do pruského zemského sněmu a později do Reichstagu.
V letech 1933 až 1934 zastával funkci státního tajemníka na pruském ministerstvu spravedlnosti a v letech 1934 až 1942 tutéž funkci na říšském ministerstvu spravedlnosti. Od roku 1939 byl pověřen vytvořením speciálních soudů pro „stanné soudy na domácí frontě“. Freisler se jako zástupce ministra spravedlnosti Franze Schlegelbergera zúčastnil i konference ve Wannsee.
20. srpna 1942 ho Adolf Hitler jmenoval prezidentem Lidového soudu namísto odvolaného[zdroj⁠?!] Otto Thieracka. V této funkci se vypracoval v nejkrvavějšího soudce nacistického režimu: Zhruba 90 % z přibližně 2600 procesů, kterým předsedal, skončilo rozsudkem smrti či doživotím, mj. i se členy odbojové skupiny Bílá růže či účastníky atentátu na Hitlera z 20. července 1944. Na obžalované často křičel urážky a ponižoval je, mnoho svých procesů dokonce nechával filmovat.
3. února 1945 předsedal sobotnímu zasedání Lidového soudu, ale jednání zastihl americký nálet. Soud byl urychleně evakuován, ale Freisler vběhl zpět do budovy, aby si vyzvedl některé dokumenty, které považoval za důležité. V tu chvíli dopadla další bomba a Freisler byl rozdrcen padajícím kusem zdiva.